# 内山壮真
内山 壮真（うちやま そうま、2002年6月30日 - ）は、富山県中新川郡上市町出身のプロ野球選手（捕手、外野手）。右投右打。東京ヤクルトスワローズ所属。

## 経歴

### プロ入り前
上市町立宮川小学校3年時に野球を始める。野球を極めたいという意志から地元を離れ、石川県の星稜中学校に進学し軟式野球をプレー。入学直後は遊撃手としてレギュラーを掴んだが、2年生からは正捕手も務めるようになる。中学時代は2度の全国大会優勝を経験。U-15アジア野球選手権大会代表にも正捕手として選出され、ベストナインと本塁打王に輝き、優勝に貢献した。この大会でバッテリーを組んだ投手の中に後に北海道日本ハムファイターズに入団する根本悠楓・山城航太郎、オリックス・バファローズに入団する寺西成騎がおり、この大会の日本代表の4番はくふうハヤテベンチャーズ静岡に入団する平尾柊翔であった。
星稜高等学校に進学後、硬式野球に転向。1学年上に奥川恭伸、山瀬慎之助がおり、山瀬が正捕手を務めていたため入学後は遊撃手としてプレー。「3番・遊撃手」としてレギュラーに定着し、1年夏の第100回全国高等学校野球選手権記念大会に出場。藤蔭との1回戦で適時打を放ち、勝利に貢献した。済美との2回戦では2点を追う9回に安打を放ったが、その後足をつって途中交代。チームは同点に追い付き延長戦で勝ち越したが、その後逆転サヨナラ負けを喫した。同年秋から4番打者を務め、北信越大会での優勝、明治神宮大会での準優勝に貢献。2年春の第91回選抜高等学校野球大会に出場したが、2試合で無安打に終わった。同年夏の第101回全国高等学校野球選手権大会にも出場し、6試合で10安打を放ち準優勝に貢献。仙台育英との準々決勝では2打席連続本塁打を放った。山瀬が引退した同年秋から本職である捕手に復帰。この年も北信越大会で優勝し、3年春の第92回選抜高等学校野球大会への出場が決定していたものの新型コロナウイルスの影響で同大会と、同年夏の公式戦が中止となった。その後は2020年甲子園高校野球交流試合に出場し、2年夏に決勝で敗れた履正社と対戦するも無安打に終わり、チームも大敗した。
2020年9月16日付でプロ志望届を提出。10月26日に行われたドラフト会議にて内山の1学年先輩でもある奥川が所属する東京ヤクルトスワローズから3位指名を受け、契約金5000万円、年俸580万円で契約を合意し入団した（金額は推定）。背番号は33。

### ヤクルト時代
2021年は、開幕直後にチーム内で新型コロナウイルスの感染者が出たことから「特例2021」の代替指名選手として4月6日に初の一軍登録を果たすと、4月8日にプロ初出場し初打席に立った。一軍にいる間には、先輩である奥川のキャッチボール相手も務めた。4月16日に登録を抹消されたが、5月7日に再び一軍登録され、5月21日に再び登録抹消された。7月15日にはフレッシュオールスターゲームに出場し、3回表に森博人から先制ソロ本塁打を放ちMVPを獲得した。二軍では、捕手と指名打者を交互にこなしながら74試合に出場。打率は.231に留まった一方でチーム2位タイの8本塁打、同1位の四球を選び、OPSは.732を記録した。シーズン終了後に参加したみやざきフェニックス・リーグでは、10月27日の対中日ドラゴンズ戦にて杉山晃基、丸山翔大、宮台康平、坂本光士郎、梅野雄吾、小澤怜史の6投手を好リードし、継投によるノーヒットノーラン達成に貢献した。
2022年は、春季キャンプを一軍でスタートした。高津臣吾監督からは「キャンプMVP」の称号を授与された。オープン戦でもアピールを続け開幕一軍を勝ち取ると、阪神タイガースとの開幕戦では第3打席に初安打・初打点となる適時打を放ち、一時7点差をつけられていたチームの逆転勝利に貢献した。正捕手の中村悠平が開幕から離脱した影響で、打撃を買われて一軍に帯同していたが、序盤は一軍経験のある古賀優大が中心に捕手を務めていたため代打出場が多かった。しかし、古賀が打撃で結果を残せなかったこともあり、先発出場が増えると、前年から発揮していた長打力と選球眼を随所に見せただけでなく課題となっていたキャッチング技術も向上。中村が復帰して以降は石川雅規が先発する試合を中心に1カード1試合のペースで先発出場した。高卒2年目にして第二捕手としての地位を確立し、打撃では4本塁打、OPS.661を記録し優勝に貢献した。同年の日本シリーズではマスクを被る機会こそ無かったものの第2戦、第4戦、第7戦と3回代打起用され、第2戦の9回無死一・二塁から代打起用されると、阿部翔太から同点3点本塁打を放った。
2023年からは出場機会を増やすため外野手の練習も行っており、3月31日の開幕戦には「7番・右翼手」で先発出場した。5月17日の読売ジャイアンツ戦で9回にシーズン1号となる左越えソロを大勢から放つと、翌日の同戦でも横川凱から自身初の2打席連続となる先制ソロ本塁打を放ち、さらに次戦の横浜DeNAベイスターズ戦でもロバート・ガゼルマンから同点2ランを放ち、自身初の3試合連続本塁打を達成した。6月6日の千葉ロッテマリーンズ戦ではプロ初の中堅手としての先発出場となり、7回に美馬学から決勝点となる逆転2点適時打を放った。7月17日の読売ジャイアンツ戦では初回に菅野智之からレフトに5号2ランを放つと、4回には船迫大雅から左中間に自身初の1試合複数本塁打となる6号逆転満塁本塁打を放ち、乱打戦でチームの勝利に貢献した。
2024年は、3月16日の東北楽天ゴールデンイーグルスとのオープン戦を上半身のコンディション不良により欠場後、二軍に合流した。6月25日の二軍のオイシックス戦で実戦復帰し、8月7日に一軍に昇格したものの、24試合の出場で打率.192、0本塁打、3打点という成績に終わった。10月に腰の手術を受け、以降はリハビリに専念した。12月2日に400万円減の推定年俸2200万円で契約を更改した。

## 選手としての特徴

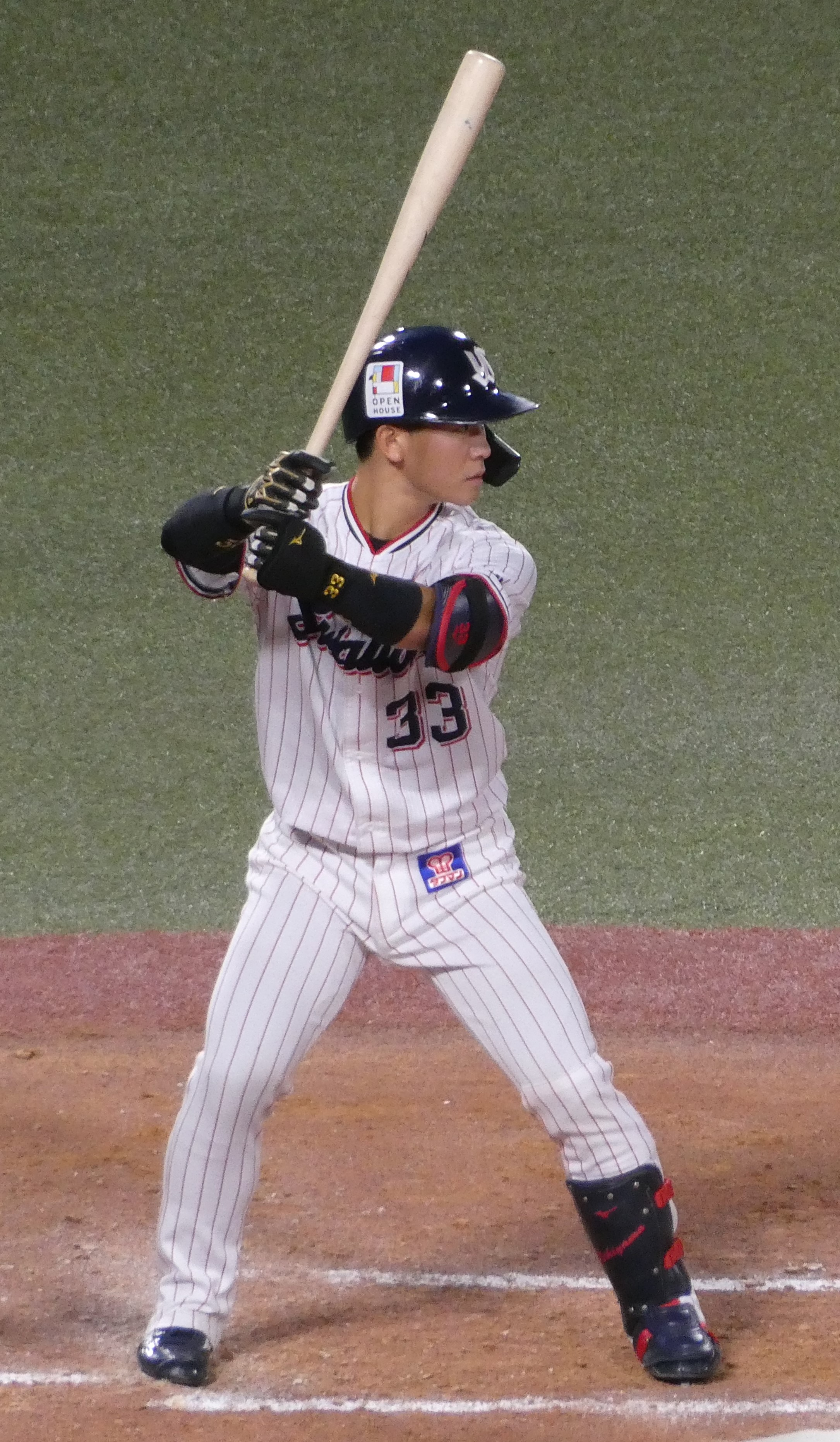
打席での内山（2022年8月12日、明治神宮野球場にて）

高校通算34本塁打。
元々は遊撃手としてプレーをしており、高校2年のときには4番ショートで出場するなど、内野手としても評価が高かった。プロ入り後は外野手としても起用されている。
捕手として二塁送球1.8秒台の強肩を持つ。

## 人物
愛称は「うっちー」。
空手の全国大会で優勝経験がある父を持ち、2歳から小学5年生の頃まで空手を続けていた。野球を始めてからは、昼は野球、夜は空手という生活で、その頃はどこかへ遊びにいった記憶がないという。
憧れの選手はヤクルトOBの古田敦也である。
好きなアーティストはEXILE ATSUSHIであり、登場曲はEXILEと決めている。

## 詳細情報

### 年度別打撃成績
| 年 度     | 球 団     | 試 合 | 打 席 | 打 数 | 得 点 | 安 打 | 二 塁 打 | 三 塁 打 | 本 塁 打 | 塁 打 | 打 点 | 盗 塁 | 盗 塁 死 | 犠 打 | 犠 飛 | 四 球 | 敬 遠 | 死 球 | 三 振 | 併 殺 打 | 打 率 | 出 塁 率 | 長 打 率 | O P S |
| --------- | --------- | ----- | ----- | ----- | ----- | ----- | -------- | -------- | -------- | ----- | ----- | ----- | -------- | ----- | ----- | ----- | ----- | ----- | ----- | -------- | ----- | -------- | -------- | ----- |
| 2021      | ヤクルト  | 6     | 6     | 5     | 0     | 0     | 0        | 0        | 0        | 0     | 0     | 0     | 0        | 0     | 0     | 1     | 0     | 0     | 1     | 1        | .000  | .167     | .000     | .167  |
| 2022      | ヤクルト  | 74    | 197   | 177   | 25    | 41    | 11       | 0        | 4        | 64    | 19    | 0     | 0        | 3     | 0     | 16    | 0     | 1     | 52    | 6        | .232  | .299     | .362     | .661  |
| 2023      | ヤクルト  | 94    | 269   | 240   | 20    | 55    | 12       | 1        | 6        | 87    | 27    | 3     | 0        | 7     | 1     | 19    | 0     | 2     | 37    | 7        | .229  | .290     | .363     | .653  |
| 2024      | ヤクルト  | 24    | 54    | 52    | 2     | 10    | 1        | 0        | 0        | 11    | 3     | 1     | 0        | 0     | 0     | 1     | 0     | 1     | 13    | 2        | .192  | .222     | .212     | .434  |
| 通算：4年 | 通算：4年 | 198   | 526   | 474   | 47    | 106   | 24       | 1        | 10       | 162   | 49    | 4     | 0        | 10    | 1     | 37    | 0     | 4     | 103   | 16       | .224  | .285     | .342     | .627  |

- 2024年度シーズン終了時

### 年度別守備成績
捕手守備
| 年 度 | 球 団    | 捕手  | 捕手  | 捕手  | 捕手  | 捕手  | 捕手     | 捕手  | 捕手     | 捕手     | 捕手     | 捕手     |
| 年 度 | 球 団    | 試 合 | 刺 殺 | 補 殺 | 失 策 | 併 殺 | 守 備 率 | 捕 逸 | 企 図 数 | 許 盗 塁 | 盗 塁 刺 | 阻 止 率 |
| ----- | -------- | ----- | ----- | ----- | ----- | ----- | -------- | ----- | -------- | -------- | -------- | -------- |
| 2022  | ヤクルト | 57    | 278   | 38    | 1     | 5     | .997     | 2     | 25       | 17       | 8        | .320     |
| 2023  | ヤクルト | 35    | 166   | 14    | 0     | 0     | 1.000    | 0     | 8        | 3        | 5        | .625     |
| 2024  | ヤクルト | 17    | 73    | 10    | 0     | 1     | 1.000    | 1     | 3        | 1        | 2        | .667     |
| 通算  | 通算     | 109   | 517   | 62    | 1     | 6     | .998     | 3     | 36       | 21       | 15       | .417     |

外野守備
| 年 度 | 球 団    | 外野  | 外野  | 外野  | 外野  | 外野  | 外野     |
| 年 度 | 球 団    | 試 合 | 刺 殺 | 補 殺 | 失 策 | 併 殺 | 守 備 率 |
| ----- | -------- | ----- | ----- | ----- | ----- | ----- | -------- |
| 2023  | ヤクルト | 50    | 65    | 2     | 0     | 1     | 1.000    |
| 2024  | ヤクルト | 2     | 1     | 0     | 0     | 0     | 1.000    |
| 通算  | 通算     | 52    | 66    | 2     | 0     | 1     | 1.000    |

- 2024年度シーズン終了時[注 1]

### 表彰
- フレッシュオールスターゲームMVP：1回（2021年）
- イースタン優秀選手賞：1回（2021年）

### 記録
初記録
- 初出場・初打席：2021年4月8日、対広島東洋カープ3回戦（明治神宮野球場）、7回裏に渡邉大樹の代打で出場、ロベルト・コルニエルから右飛
- 初安打・初打点：2022年3月25日、対阪神タイガース1回戦（京セラドーム大阪）、8回表に岩崎優から中前適時打
- 初先発出場：2022年3月31日、対読売ジャイアンツ3回戦（明治神宮野球場）、「8番・捕手」で先発出場
- 初本塁打：2022年5月24日、対北海道日本ハムファイターズ1回戦（明治神宮野球場）、8回裏に石山泰稚の代打で出場、堀瑞輝から中越ソロ

### 背番号
- 33（2021年[12] - ）

### 代表歴
- 第9回 U-15アジア野球選手権大会